# Nostalgia 1907
Nostalgia 1907 (ノスタルジア１９０７) est un jeu vidéo d'aventure développé par Sur De Wave, sorti en 1991 sur X68000 et Mega-CD. Le jeu a été adapté sur FM Towns en 1992.